# 髪油

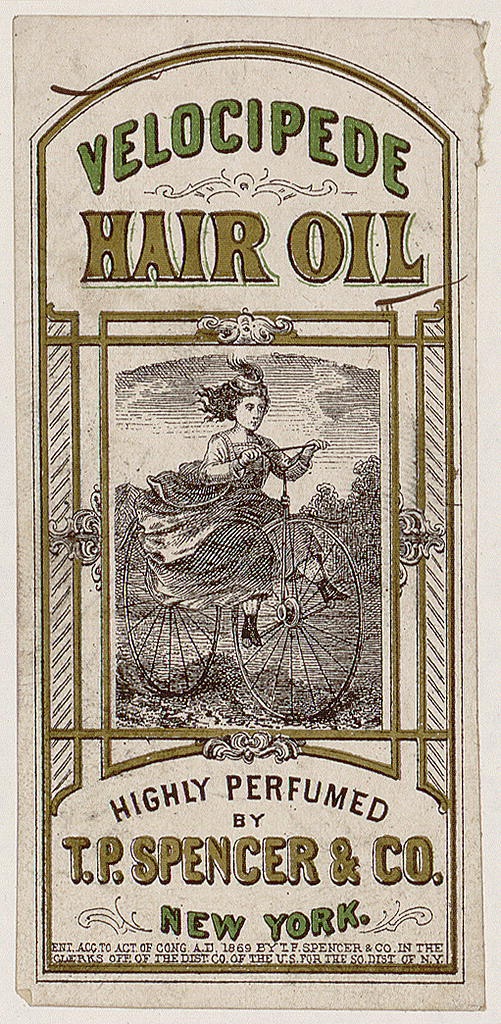
T.P. Spencer & Co., New Yorkのヘアオイル

髪油（かみあぶら）とは、頭髪用の油で整髪料の一種。

## 概要
蝋（主に木蝋）、松脂、椿油、丁子油、オリーブ油、馬油、菜種油、ひまし油（鬢付け油に用いる)、バター（他にココアバター、シアバター）、ココナッツオイル、ミネラルオイル（鉱物油）、アルガンオイル（Argan oil、別名：モロッカンオイル）といった物単品か、混合したもので、髪の色艶をよくし、形を整え、扱い易くする為に用いる。香料で香りを付けた物は、香油、頭髪香油とも呼ばれる。
日本髪を結う際には欠かせない鬢付け油・梳き油・鬢水や、主に男性用のポマード・チックなども含む。ブリリアンティン。
また、ヘアアイロンを使ったストレートパーマを作るときにも頭髪を痛めないために用いることがある。
蝋
木蝋
油
松脂
椿油
丁子油
オリーブ油
馬油
菜種油
ひまし油
バター
ココアバター
シアバター
オリーブオイル
ココナッツオイル
ミネラルオイル（鉱物油）
アルガンオイル
香料